# Ohlin
Ohlin, auch geschrieben Olin, ist ein schwedischer Familienname.

## Liste von Namensträgern
- Axel Ohlin (1867–1903), schwedischer Zoologe und Polarforscher
- Bertil Ohlin (1899–1979), schwedischer Ökonom und Politiker
- Goran Ohlin (1925–1996), Diplomat und Professor für Wirtschaftswissenschaften
- Gösta Ohlin (1921–2012), Chorleiter, Organist,
- Holger Ohlin (1896–1962), Wirtschaftswissenschaftler, Jurist und Director
- Jens Ohlin (* 1974), Schauspieler, Regie und
- Karin Ohlin (* 1961), Bildhauer und Installationskünstler
- Lisa Ohlin (* 1960), Drehbuchautor und Regisseur
- Lloyd E. Ohlin (1918–2008), US-amerikanischer Soziologe und Kriminologe
- Mattias Ohlin (* 1978), Schwimmer
- Nils Ohlin (1895–1958), Schauspieler und Instrumentenbauer
- Per Ohlin (1910–1974), Physiker
- Per Yngve Ohlin (1969–1991), schwedischer Musiker und Sänger, siehe Dead (Musiker)
- Sture Ohlin (1935–2023), schwedischer Biathlet
- Tomas Ohlin (* 1934), Informationstheoretiker
- Verner Ohlin (1931–1993), Autor
- Anita Lagercrantz-Ohlin (1926–2013), Journalist und Schriftsteller

## Sonstiges
- Ohlin Island, Insel im Palmer-Archipel, Antarktis